# Río Negro (dopływ Urugwaju)
Río Negro – rzeka w Ameryce Południowej, w Urugwaju, lewy dopływ rzeki Urugwaj. Jej długość wynosi 750 km.
Jej źródła znajdują się w Brazylii, w stanie Rio Grande do Sul, na wschód od Bagé. Większość jej biegu znajduje się na terytorium Urugwaju. Płynie generalnie w kierunku południowo-zachodnim. Uchodzi do rzeki Urugwaj w południowo-zachodniej części kraju kilkadziesiąt kilometrów od jej ujścia do La Plata. Główne dopływy Río Negro to Tacuarembó i Yí.
Río Negro stanowi dla Urugwaju ważne źródło wody pitnej oraz dostarcza większą część energii elektrycznej kraju. Jej bieg przegradzają trzy zapory wodne w Bonete, Baygorria i Palmar. Największa z nich, zapora w Bonete, tworzy rozległy zbiornik Rincón del Bonete (zwany też Embalse del Río Negro) o powierzchni 1070 km².
Río Negro jest żeglowna od miasta Mercedes.